# Нікі Стівенс
Нікі Стівенс (англ. Nicky Stevens), при народженні Гелен Марія Томас (англ. Helen Maria Thomas; нар.. 3 грудня 1949 року в Кармартені, Уельс, Велика Британія) — валлійська співачка та піаністка. Вокалістка, зокрема, гурту Brotherhood of Man, що переміг на 21-му конкурсі пісні «Євробачення» в 1976 році. Перша з валлійських виконавців, які виграли фінал цього змагання.

## Біографія
Гелен Марія Томас народилася 3 грудня 1949 року в Кармартені в Уельсі (Велика Британія) другою дитиною в сім'ї Оссі та Блодвен Томасів. Її батько, музикант, загинув в автокатастрофі в 1974 році.
У дитинстві Гелен захопилася співом. У 4 роки вона співала в хорі каплиці Кармартена, пізніше приєдналася до хору дівчаток Hywel. У підлітковому віці вивчала класичну музику, навчалася співу та гри на фортепіано.
У червні 1976 року Гелен Томас одружилася з гітаристом Brotherhood of Man Аланом Джонсоном. Наприкінці 1980-х вони розлучилися. У травні 1993-го одружилася з американцем на ім'я Бретт, на 14 років молодшим за неї. Через рік вони розлучилися.
У 1990-х співачка жила в сільській громаді Стермінстер Маршалл в Дорсеті. У 2011 році вона переїхала в село Корф Муллен, розташоване в тому ж графстві. З моменту переїзду в Дорсет Стівенс почала з'являтися в різдвяних пантомімах, включаючи Попелюшку в павільйоні Веймута в 2013 році та Білосніжку і сім гномів у Тіволі, Вімборн у 2014 році.

## Кар'єра
У 16 років Гелен Томас виступала в нічному клубі міста Суонсі Townsman. В цей період також влаштувалася на роботу телефонною операторкою; тривало це 9 місяців, після чого вона присвятила себе шоу-бізнесу. Пізніше гастролювала Європою, виступаючи як запрошена співачка в нічних клубах, після чого вирушила в тур Південною Африкою, а також співала в клубах Великої Британії. У 1970-х роках виходила на сцену на розігріві перед концертами Ніла Седакиі, Нормана Віздома і комічного дуету Little and Large.

### Brotherhood of Man
У 1972 році співачкою зацікавився Тоні Гіллер, який шукав нових людей для гурту Brotherhood of Man. Крім Нікі Стівенс, до гурту увійшли Мартін Лі та Лі Шериден. Рік потому музичний колектив підписав контракт з лейблом Deram Records, який випустив дебютний сингл «Happy Ever After». Того ж року до гурту приєдналася Сандра Стівенс, і тріо стало квартетом. У 1976-му артисти представляли Велику Британію на 21-му конкурсі «Євробачення» з піснею «Save Your Kisses for Me», яка принесла їм перемогу, а Нікі Стівенс стала першою з валлійських виконавців, які виграли фінал цього змагання. Після участі в конкурсі гурт випустив два сингли — «Angelo» і «Figaro», які потрапили на вершини національних хіт-парадів Великої Британії.
У 1984-му, під час взятої гуртом дворічної перерви, Нікі Стівенс приєдналася до жіночого колективу The Vernons Girls і виступала з ними на концертах. У 1988 році записала кілька пісень з голландським співаком Альбертом Вестом, а на початку 1990-х — з британським рок-гуртом Aslan як вокалістка. При цьому вона продовжувала виступати з Brotherhood of Man. 
В листопаді 2013 року Нікі Стівенс стала героїнею документального фільму про своє життя і кар'єру під назвою Time of Your Life («Час життя»).